# Goodbye (chanson des Spice Girls)
Pour les articles homonymes, voir Goodbye.
Singles de Spice Girls
Viva Forever
(1998) Holler
(2000)
Goodbye est un single du groupe Spice Girls, sorti le 14 décembre 1998 au Royaume-Uni. Le titre est écrit par les Spice Girls, ainsi que Richard Stannard et Matt Rowe. 
La chanson est un succès mondial immédiat, se classant dès sa sortie à la première place des charts britanniques qu'elle occupe pendant deux semaines. C'est le huitième no 1 des Spice Girls au Royaume-Uni et le 3e successif pendant la semaine de Noël (après 2 Become 1 en 1996 et Too Much en 1997), égalant ainsi le record détenu par les Beatles (avec I Want to Hold Your Hand en 1963, I Feel Fine en 1964 et Day Tripper / We Can Work It Out en 1965) .
Elle s'érige à la 1re place des meilleures ventes de singles dans de nombreux pays comme le Brésil, le Canada, l'Italie, l'Irlande et l'Écosse,,,.

## Historique
Après avoir triomphé avec leur premier album studio Spice, qui avait déclenché la « Spice Mania », un phénomène de société mondial, équivalent à celui de la Beatlemania,,,,, les Spice Girls avaient sorti un projet film/album tous deux intitulés Spiceworld.
La chanson est enregistrée sans Geri Halliwell qui a quitté le groupe en mai 1998 à cause d'une trop grande surexposition médiatique.

## Structure
Goodbye est une ballade pop, qui parle d’un au revoir.

## Clip vidéo
Le clip vidéo qui accompagne la chanson, est réalisé par Howard Greenhalgh (en),.
Il y montre les quatre chanteuses, interprétant ce titre dans un manoir.

## Liste des titres et formats
| - Royaume-Uni CD 1 1. Goodbye (radio edit) – 4:20 2. Christmas Wrapping – 4:14 3. Goodbye (orchestral version) – 4:14 - US CD/Australie CD/Japon CD single 1. Goodbye (single version) – 4:47 2. Christmas Wrapping – 4:14 3. Sisters Are Doin' It for Themselves (live) – 4:35 4. We Are Family (live) – 3:22 | - Royaume-Uni CD 2 1. Goodbye (single version) – 4:47 2. Sisters Are Doin' It for Themselves (live) – 4:22 3. We Are Family (live) – 3:35 - Malaisie, Indonésie, Corée du Sud, Chine & Taiwan EP 1. Goodbye (single version) – 4:47 2. Christmas Wrapping – 4:14 3. Sisters Are Doin' It for Themselves (live) – 4:22 4. We Are Family (live) – 3:35 5. Goodbye (orchestral version) – 4:14 6. Goodbye (music video - enhanced interactive element) |

## Classements hebdomadaires
| Classement (1998–1999)                  | Meilleure position |
| --------------------------------------- | ------------------ |
| Australie (ARIA)                        | 3                  |
| Autriche (Ö3 Austria Top 40)            | 13                 |
| Belgique (Flandre Ultratop 50 Singles)  | 13                 |
| Belgique (Wallonie Ultratop 50 Singles) | 12                 |
| Brésil                                  | 1                  |
| Canada (Top Singles)                    | 15                 |
| Canada (Canadian Singles Chart)         | 1                  |
| Europe (European Hot 100 Singles)       | 2                  |
| Finlande (Suomen virallinen lista)      | 2                  |
| France (SNEP)                           | 20                 |
| Allemagne (Media Control AG)            | 17                 |
| Irlande (IRMA)                          | 1                  |
| Italie (FIMI)                           | 1                  |
| Nouvelle-Zélande (RMNZ)                 | 1                  |
| Pays-Bas (Single Top 100)               | 5                  |
| Norvège (VG-lista)                      | 6                  |
| Écosse (OCC)                            | 1                  |
| Espagne                                 | 8                  |
| Suède (Sverigetopplistan)               | 2                  |
| Suisse (Schweizer Hitparade)            | 8                  |
| Royaume-Uni (UK Singles Chart)          | 1                  |
| États-Unis (Hot 100)                    | 11                 |